# Richmond (Michigan)
Richmond é uma cidade localizada no estado americano de Michigan, no Condado de Macomb e Condado de St. Clair.

## Demografia
Segundo o censo americano de 2000, a sua população era de 4897 habitantes.
Em 2006, foi estimada uma população de 5685, um aumento de 788 (16.1%).

## Geografia
De acordo com o United States Census Bureau tem uma área de
7,6 km², dos quais 7,5 km² cobertos por terra e 0,1 km² cobertos por água. Richmond localiza-se a aproximadamente 223 m acima do nível do mar.

## Localidades na vizinhança
O diagrama seguinte representa as localidades num raio de 24 km ao redor de Richmond.